# Кошице-Барца
Кошице-Барца (словац. Kosice-Barca, KSC) — второй по величине аэропорт Словакии. В 2005 через аэропорт прошло 269 885 пассажиров.

## История
Аэропорт возник в 1950 году. Первая линия Кошице — Прага открылась в 1955. В настоящее время в Кошицах четыре регулярных авиалинии, которые летают в Вену, Прагу, Братиславу и Попрад-Татры. В туристический сезон выполняются чартерные рейсы в страны Средиземноморья.

## Авиакомпании и направления
| Авиакомпании                | Пункты назначения                         |
| --------------------------- | ----------------------------------------- |
| AlMasria Universal Airlines | Хургада                                   |
| Austrian                    | Вена                                      |
| Czech Airlines              | Прага                                     |
| Eurowings                   | Дюссельдорф                               |
| Lot                         | Варшава                                   |
| Ryanair                     | Саутенд                                   |
| Smart Wings                 | Анталья, Бургас, Ираклион, Ларнака, Родос |
| Turkish Airlines            | Стамбул                                   |
| Wizz Air UK                 | Лондон                                    |